# Vila Bellevue
Vila Bellevue (česky Krásná vyhlídka) se nachází na Svatém Kopečku u Olomouce v ulici Krejčího č. 38/10. Dům je kulturní památkou, je památkově chráněn, ale z hlediska architektury není ničím pozoruhodný. Byl postaven jako jeden z mnoha jemu podobných v 2. polovině 19. století. V roce 1895 zakoupil tuto vilu Jiří Skládal, děd Jiřího Wolkera ze strany matky. Vila pak sloužila jako rodinné letní sídlo, jen Anna Judasová, prababička Jiřího Wolkera z matčiny strany, zde žila celoročně. Objekt nazývaný též „Wolkerova vila“ je využíván k celoročnímu bydlení, je v soukromém vlastnictví a není přístupný veřejnosti. V blízkosti domu se nachází odpočinkové místo, odkud je krásný výhled do krajiny.

## Popis
Střední část vily je jednopatrová, dvě křídla po stranách jsou přízemní, každé křídlo mělo původně dvě okna a předzahrádku. V prvotním dokumentu při zápisu tohoto domu do Seznamu kulturních památek na Svatém Kopečku stojí, že objekt leží severně od kaple svaté Anny, ve skutečnosti se ale jedná o kapli svaté Barbory.

## Pamětní deska a kříž
Pamětní desku s bustou Jiřího Wolkera vytvořil Karel Lenhart a na domě byla instalována dne 30. 6. 1935. Nápis: „V tomto domě žil a tvořil básník Jiří Wolker 1900 – 1924“ je zavádějící. Sám Jiří Wolker v básni Svatý kopeček (1921) říká:

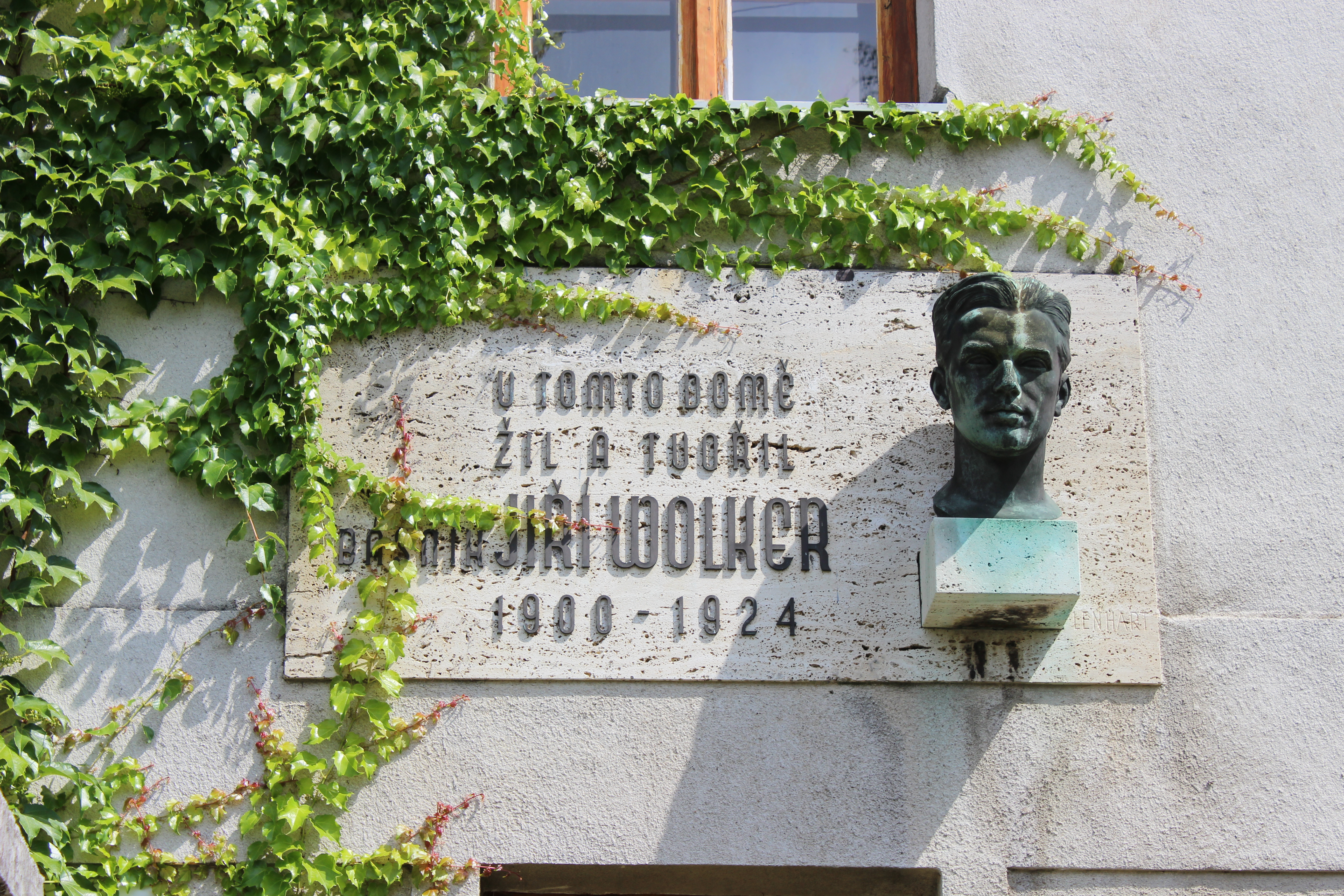

„... zde jsou mé prázdniny od narození až do let dvaceti
v borových pasekách a lískovém houšti dobře zasety,
a já jsem procesí dychtivé božího slova,
přicházím z daleké Prahy a rodného Prostějova,
dospělý chlapec, student a socialista,
věříci v sebe, železné vynálezy a dobrého Ježíše Krista,
dubnové stromy, silnice bílá, a přec smutného něco tu je,
jdu navštívit babičku chorou a dědečka, který ji ošetřuje...“
Ještě v létě roku 1922 pobýval Jiří Wolker na Svatém Kopečku a zde jej zasáhla smrt milovaného dědečka Jiřího Skládala. Své pocity vyjádřil básník ve skladbě Muž v druhé sbírce svých básní „Těžká hodina“.
- Prarodiče Jiřího Wolkera (Anežka Skládalová a Jiří Skládal) nechali v roce 1900 na památku narození svého vnuka Jiřího Wolkera postavit na konci křížové cesty před bazilikou Navštívení Panny Marie na Svatém Kopečku kříž (Wolkerův kříž).[8]

## Památková ochrana
Komunistický režim glorifikoval Jiřího Wolkera spolu s Juliem Fučíkem a S. K. Neumannem a z těchto osobností stvořil své ikony. Na výše uvedený seznam kulturních památek na Svatém Kopečku byla „Vila Jiřího Wolkera“ zapsána dne 3. 5. 1958 – spolu s chybně pojmenovanou kaplí sv. Barbory, usedlostí fojtství a poutním areálem s kostelem Navštívení Panny Marie v blízkém sousedství. Za zmínku stojí i podobný případ; v tentýž den byla kulturní památkou prohlášena i břevnovská hospoda U kaštanu [sic], spolu s částmi břevnovského kláštera. Mnoho jiných církevních objektů bylo v té době zbořeno či zdevastováno, ale ne ty, v jejichž blízkosti se nacházely komunisty uznávané památníky významných osobností. V roce 1959 byl Svatý Kopeček úředně přejmenován na Kopeček u Olomouce.